# Championnat de France de combiné nordique 2012
Navigation
2011 2013
Le championnat de France de combiné nordique 2012 s'est tenu le 24 mars 2012 à Courchevel. La course de fond, d'une distance de 10 kilomètres, s'est déroulée sur la piste olympique du Praz.
Le concours de saut a été remporté par Maxime Laheurte.
Au départ de la course de fond, il est suivi de près par Sébastien Lacroix, à 1 seconde, et Jason Lamy-Chappuis, à 7 secondes. Viennent ensuite Geoffrey Lafarge et Gautier Airiau, à 25 secondes.
Le titre est remporté par Jason Lamy-Chappuis.

## Résultats
| Rang | Athlète             |
| ---- | ------------------- |
| 1    | Jason Lamy-Chappuis |
| 2    | Geoffrey Lafarge    |
| 3    | Sébastien Lacroix   |
| 4    | Maxime Laheurte     |
| 5    | Samuel Guy          |
| 6    | François Braud      |
| 7    | Wilfried Cailleau   |
| 8    | Hugo Buffard        |
| 9    | Nicolas Martin      |
| 10   | Gautier Airiau      |
| 11   | Romain Jacquier     |
| 12   | Florian Pinel       |
| 13   | Théo Hannon         |
| 14   | Nicolas Didier      |
| 15   | Thomas Strappazon   |
| 16   | Tom Balland         |
| 17   | Antoine Gérard      |
| 18   | Tanguy Bosmorin     |
| 19   | Ben Beattie         |
| 20   | Arsène Delobel      |
| 21   | Laurent Muhlethaler |
| 22   | Michaël Tan Bouquet |
| 23   | David Viry          |
| 24   | Thomas Roch Dupland |
| 25   | Victor Kiffer       |

## Source
- Le compte-rendu sur le site ski-nordique.net